# Obizzo II d’Este
Obizzo II d’Este (ur. ok. 1247, zm. 20 lutego 1293) – senior Ferrary w latach 1264-1293 (jako Obizzio I), od 1288 roku senior Modeny, a od 1290 roku – Reggio.

## Życie
Obizzo był wnukiem Azza VII, który w 1240 roku zdobył władzę w Ferrarze. Ojciec Obizza Rinaldo I został w 1238 roku wraz z żoną Adelasią da Romano uwięziony w Apulii przez cesarza Fryderyka II. Obizzo urodził się ze związku pozamałżeńskiego Rinalda z nieznaną kobietą, w czasie pobytu ojca w więzieniu. W 1251 roku Rinaldo wraz z żoną zostali zamordowani z rozkazu cesarza. Obizzo przebywał przez jakiś czas wraz z matką w Rawennie, po jej śmierci w Adriatyku został przygarnięty przez dziadka.
Przed śmiercią Azzo VII wyznaczył opiekunem małoletniego Obizza Aldingherego de Fontana. Po pogrzebie Azza, 17 lutego 1264 roku lud został zwołany na główny plac Ferrary dla dokonania wyboru nowego władcy. Aby zapewnić wybór Obizza, Aldingheri nakazał otoczyć plac zbrojnymi i nie wpuszczać nikogo, kto by miał broń w ręku. Lud wybrał 17-letniego młodzieńca panującym, dając mu, jak pisze kronikarz, tyle władzy ile sam Pan Bóg nie ma, gdyż Bóg nie może czynić niesprawiedliwości, a markiz mógł czynić wszystko, co dobre i co złe wedle swej woli. Ponieważ Estowie stali na czele ferraryjskich gwelfów papież Urban IV nie sprzeciwił się wyborowi i zatwierdził Obizza jako swego namiestnika w Ferrarze.
Kiedy później Aldingheri zanadto wzrósł w potęgę Obizzo nakazał go otruć, a jego rodzinę wygnać z Ferrary. Jeden z wygnańców przeniósł się do Florencji. Po nim wziął nazwisko, szlachectwo i nienawiść do Estów najwybitniejszy włoski poeta Średniowiecza Dante Alighieri. Obizza umieścił on w piekle w towarzystwie największego okrutnika włoskiego tego czasu Ezzelina, w rzece wrzącej krwi, i kazał jednemu z centaurów, Nessowi, szyć do obydwu z łuku jeśliby się który wychylił z ukropu.
W 1288 roku rody Rangoni, Boschetti i Guidoni oddały Modenę w ręce Obizza. W 1290 roku Obizzo został też seniorem Reggio.
Obizzo miał dwie żony. Więcej informacji przekazali współcześni o jego kochance, pięknej Ghisoli. Dante pisze, że Venedico Caccianemico skłonił ją podstępem, by się oddała markizowi, za co umieścił go w piekle.
Obizzo II został uduszony w łóżku przez swoich dwóch starszych synów, ponieważ swoim następcą ogłosił najmłodszego syna Franciszka.

## Rodzina
Obizzo II poślubił w 1263 roku Giacominę Fieschi (zm. w grudniu 1287 roku), córkę Mikołaja Fieschi di Lavagna i jego żony Leonory. Miał z nią pięcioro dzieci:
- Azza
- Magdalenę
- Beatrycze
- Aldobrandina
- Franciszka[1]

Po raz drugi Obizzo II poślubił w 1289 roku Konstancję della Scala, córkę Alberta della Scala, seniora i kapitana Werony.